# Hans Claus
Hans Claus (Kortrijk, 1962) is een Belgisch gevangenisdirecteur, activist voor detentiehervorming en maatschappelijke hervorming, kunstenaar en dichter. Hij is de kleinzoon van beeldhouwer en dichter Lieven Colardyn en achterneef van schrijver Hugo Claus.
Claus studeerde criminologie aan de Rijksuniversiteit Gent, waar hij in 1984 afstudeerde. Hij volgde kunstopleidingen aan de stedelijke academies van Halle, Anderlecht en Gent, met specialisaties in schilderkunst, beeldhouwkunst en fotografie.
In 1986 werd hij gevangenisdirecteur, in de voetsporen van zijn oom Marcel Colardyn. Hij werkte als adjunct-directeur in verschillende Belgische gevangenissen, waaronder de Nieuwe Wandeling (Gent), Sint-Gillis en Oudenaarde. Claus deed uitspraken over het afschaffen van de gevangenis, en werd bekend als de 'meest eigenzinnige gevangenisdirecteur'. Hij ijverde voor het aanbieden van Cultuur en Sport binnen de gevangenismuren. Een voorbeeld hiervan is het kunstwerk dat acteur en graffiti kunstenaar Matthias Schoenaerts (peter van RESCALED) samen met twee gedetineerden maakte in de gevangenis van Oudenaarde.
Van 1997 tot 2000 leidde hij het penitentiair centrum voor basisopleiding (PCBO) 'De Bres'. In deze basisopleiding legde hij het accent op een professionele bejegening van gedetineerden.
Van 2005 tot 2024 was hij inrichtingshoofd van de gevangenis van Oudenaarde.
In 2012 was hij medeoprichter van vzw De Huizen, een organisatie die zich inzet voor de implementatie van kleinschalige, gedifferentieerde, herstelgerichte en in de maatschappij verankerde detentiehuizen in België.
In 2024 ging hij met pensioen als gevangenisdirecteur.

## Artistiek en literair werk

### Beeldend werk

#### Schilderijen en beeldhouwwerken
Claus debuteerde in 1982 als autodidact kunstenaar met een schilderijententoonstelling in Kortrijk. In zijn latere werk komt de invloed van zijn functie als gevangenisdirecteur, en de ideeën die hij daarbij ontwikkelde, steeds duidelijk naar voor.  
- In 2010 gaf hij in Ronse een tentoonstelling met onder meer schilderijen waarop hij zichzelf portretteerde in vrouwenkleren.[12]
- In 2016 organiseerde Claus te Oudenaarde een tentoonstelling die gedichten combineerde met een hedendaags gekleurde versie van de kruisweg, om empathie te wekken met internationale vluchtelingen.[13]
- Tijdens Alnetum 2021 werd werk van Claus tentoongesteld in de Sint-Apolloniakerk te Elst. [14][15]
- Op uitnodiging van het Masereelfonds Gent en vzw Trefpunt stelde Claus in februari 2024 in Gent schilderijen en beeldhouwwerken tentoon, geïnspireerd door zijn werk als gevangenisdirecteur.[16][17]
- De beeldhouwwerken 'Kerkgangers praten na' en 'Afstamming' staan permanent tentoongesteld te Geraardsbergen, langs de BiZAR kunstroute. Ook hier is er weer een sterke link tussen zijn werk als kunstenaar en dat als gevangenisdirecteur.[18]

#### Fotografie
Als fotograaf mag hij tot de eigenzinnige amateurs gerekend worden.  Hij maakt niet alleen zijn foto’s maar ook het onderwerp voor zijn foto’s.— Johan De Vos in Focus, maandblad voor fotografie, nr 12, december 2007
Zijn bekendste foto betreft een naaktportret van zijn moeder op 85 jarige leeftijd.

### Literair werk

#### Dichtbundels - Auteur[20]
In de gedichten van Claus overlapt de vormentaal van de poëzie met die van het beeld. Zijn bundel ‘Tegenwijzerzin’ is een felle aanklacht tegen de gevangenis en het rechtssysteem.
- Blauw, blauw, blauw (1999, ISBN 9789073214712), Uitgeverij P
- Gebrand papier (2001, ISBN 9789076895123), Uitgeverij P
- Oudenaardse verzen (2003, ISBN 9789076895673), Uitgeverij P
- Een vlag boven Oostende (2006, ISBN 9789077757949), Uitgeverij P
- Van op de maan (2008, ISBN 9789079433018), Uitgeverij P
- Overwicht (2010, ISBN 9789079433582), Uitgeverij P
- Tederheid en andere beloften (2013, ISBN 9789491455216), Uitgeverij P
- In een glooiing van de tijd (2015, met illustraties van Ilse Kerkove, ISBN 9789491455735), Uitgeverij P
- Dit is mijn lichaam (2018, ISBN 9789492339669), Uitgeverij P
- Ik heb u lief tot in de dood (2020, ISBN 9789493138308), Uitgeverij P
- Tegenwijzerzin (2024, ISBN 9789464757477), Uitgeverij P

#### Dichtbundels - Samensteller
- Het was de achtste dag (2022, ISBN 9789493138933), in samenwerking met Ann Van Dessel, Nicole Van Overstraeten, Uitgeverij P[20]

#### Publicaties in tijdschriften
- Modern, De Brakke Hond. Jaargang 11 (1994)[23]
- Nieuw Wereld Tijdschrift. Jaargang 16, nr 6 (1989)[20]

#### Boeken
- Achter Tralies (2018, ISBN 9789089311290), Uitgeverij Borgerhoff en Lamberigts[24]
- Een groet die alle regels tart (2022, ISBN 9789461173874), Uitgeverij ASP[25]

#### Academische artikels en andere publicaties
- Défilé An Dante (2000), een kalender van het jaar 2000 met schilderijen en gedichten van Claus die Uitgeverij P heeft gepubliceerd, als nieuwjaarsgeschenk voor alle dichters van P, Uitgeverij P[26]
- Huizen, naar een duurzame penitentiaire aanpak (2013), UitgeverijASP[27]
- Les Maisons, vers une approche pénitentiaire durable (2015), Uitgeverij ASP[28]
- In een of ander huis: detentie op een keerpunt? (2016), in samenwerking met Ronald De Meyer (UGent)[29]
- The Houses, towards a sustainable penitentiary approach (2017), vzw De Huizen[30]
- Verklaring van 30 november (2020), Humanistisch Verbond[31]
- CLASH, onze zotte wereld door de Bril van de Verklaring van 30 november (2023),  Uitgeverij ASP[32]
- Acta Falconis XXXIII, Klopt het wel? (2024), Larcier Intersentia[33]

#### Interviews
- Zwijgen is geen optie (2019)[34]
- De Nieuwe Wereld (2021)[35]
- House of executives (2021)[2]
- Alles wordt beter (2022)[36]
- Touché (2022)[37]
- Iedereen levenslang (2024)[38]